# Richard Masur
Richard Masur (New York, 20 novembre 1948) è un attore statunitense.

## Biografia
Ha iniziato a recitare all'inizio degli anni settanta ed ha preso parte soprattutto in serie televisive; è anche attivo al cinema, soprattutto in commedie come Mi sdoppio in quattro. È stato presidente del Screen Actors Guild dal 1995 al 1999.

## Vita privata
È stato sposato dal 1976 al 2004 con la produttrice Fredda Weiss; un mese dopo il divorzio, si risposò con Eileen Henry, anch'essa agente del Screen Actors Guild.

## Filmografia parziale

### Cinema
- I cancelli del cielo (Heaven's Gate), regia di Michael Cimino (1980)
- La cosa (The Thing), regia di John Carpenter (1982)
- Sotto tiro (Under Fire), regia di Roger Spottiswoode (1983)
- Risky Business - Fuori i vecchi... i figli ballano (Risky Business), regia di Paul Brickman (1983)
- Palle d'acciaio (Head Office), regia di Ken Finkleman (1985)
- Il gioco del falco (The Falcon and the Snowman), regia di John Schlesinger (1985) (non accreditato)
- Heartburn - Affari di cuore (Heartburn), regia di Mike Nichols (1986)
- Walker - Una storia vera (Walker), regia di Alex Cox (1987)
- The Believers - I credenti del male (The Believers), regia di John Schlesinger (1987)
- Sulle tracce dell'assassino (Shoot to Kill), regia di Roger Spottiswoode (1988)
- License to Drive - Licenza di guida (License to Drive), regia di Greg Beeman (1988)
- Papà, ho trovato un amico (My Girl), regia di Howard Zieff (1991)
- L'uomo senza volto (The Man Without a Face), regia di Mel Gibson (1993)
- Il mio primo bacio (My Girl 2), regia di Howard Zieff (1994)
- Forget Paris, regia di Billy Crystal (1995)
- Mi sdoppio in quattro (Multiplicity), regia di Harold Ramis (1996)
- Incontriamoci a Las Vegas (Play It to the Bone), regia di Ron Shelton (1999)
- Palindromes, regia di Todd Solondz (2004)

### Televisione
- Giorno per giorno (One Day at a Time) – serie TV (1975)
- Violazione del codice morale (Money on the Side), regia di Robert L. Collins – film TV (1982)
- Ostaggio per il demonio (The Demon Murder Case) regia di William Hale – film TV (1983)
- Autopsia di un delitto (The Burning Bed), regia di Robert Greenwald – film TV (1984)
- Storie incredibili (Amazing Stories) – serie TV, episodio 1x06 (1985)
- La moglie di Boogedy (Bride of Boogedy), regia di Oz Scott – film TV (1987)
- It, regia di Tommy Lee Wallace – miniserie TV (1990)
- Guerra al virus (And the Band Played On), regia di Roger Spottiswoode – film TV (1993)
- Hiroshima, regia di Roger Spottiswoode – film TV (1995)
- Younger – serie TV (2015-2021)
- Bull – serie TV, episodio 6x10 (2021)

## Doppiatori italiani
Nelle versioni in italiano delle opere in cui ha recitato, Richard Masur è stato doppiato da:
- Alessandro Rossi in Papà, ho trovato un amico, Il mio primo bacio
- Carlo Sabatini ne L'uomo senza volto, It (miniserie televisiva)
- Paolo Buglioni in Risky Business - Fuori i vecchi... i figli ballano, Heartburn - Affari di cuore
- Gianni Giuliano in The Good Wife (st. 7), Bull
- Claudio Fattoretto in Palle d'acciaio
- Francesco Pannofino in Mi sdoppio in 4
- Pino Ammendola in Incontriamoci a Las Vegas
- Saverio Moriones in Guerra al virus
- Dario Penne in Law & Order - Unità vittime speciali
- Bruno Alessandro in The Good Wife (st. 6)
- Pietro Ubaldi in Transparent
- Giovanni Petrucci in Red Oaks
- Ambrogio Colombo in Magnum P.I.[1]
- Luigi La Monica in Chicago Justice
- Michele Gammino in Caleidoscopio